# Бабий Лес
Бабий Лес (бел. Бабі Лес) — деревня в Смолевичском районе Минской области Беларуси. Входит в состав Жодинского сельсовета.

## Географическое положение
Расположена в 11 км на юго-восток от Жодино, в 16 км на юго-запад от Смолевичей, в 50 км на запад от Минска в 11 км на юг от железнодорожных станций Жодино и Жодино-Южное.

## История
До 1982 года деревня входила в состав Юрьевского сельсовета.

## Население
- 1909 — 30 дворов, 254 жителя
- 2009 — 47 жителей[3]
- 2019 — 53 жителя
- 2021 — 65 дворов

## Климат
Климат здесь умеренный, с теплым летом и мягкой зимой. Средняя температура января минус 6,8 °С, июля плюс 17,5 °С. Зимой дуют южные ветры, а летом восточные и северо-восточные. Средняя скорость ветра 3 м/с. Годовое количество осадков 550-650 мм.

## Достопримечательности
- Церковь Святого Александра Невского (Бабий Лес)[бел.]